# Шандје
Шандје (фр. Champdieu) насеље је и општина у источној Француској у региону Рона-Алпи, у департману Лоара која припада префектури Монбризон.
По подацима из 2011. године у општини је живело 1722 становника, а густина насељености је износила 94,62 становника/km². Општина се простире на површини од 18,2 km². Налази се на средњој надморској висини од 398 метара (максималној 727 m, а минималној 363 m).

## Демографија
| 1962. | 1968. | 1975. | 1982. | 1990. | 1999. | 2011. |
| ----- | ----- | ----- | ----- | ----- | ----- | ----- |
| 834   | 858   | 1.120 | 1.291 | 1.355 | 1.471 | 1.722 |

График промене броја становника у току последњих година